# Günther Brandt (Mediziner)
Günther Brandt (* 1. Oktober 1898 in Kiel; † 4. Juli 1973 in Bayreuth) war ein deutscher Mediziner, Anthropologe und Nationalsozialist.

## Leben
Günther Brandt war der Sohn des Zoologens und Hochschullehrers Karl Brandt und dessen Ehefrau Olga Milly Maria Mathilde Brandt geb. Behnke (1865–1936). Er hatte zwei Schwestern und drei Brüder, von denen die beiden älteren im Ersten Weltkrieg starben.
Günther Brandt trat 1915 in die Kaiserliche Marine ein und war im Ersten Weltkrieg Leutnant zur See. Dort wurde er zum 31. März 1919 entlassen. Als Mitglied der Marine-Brigade Ehrhardt nahm er 1920 am Kapp-Putsch teil. Er trat 1921 in die NSDAP ein und war damit einer der frühesten sogenannten „Alten Kämpfer“ der nationalsozialistischen Bewegung. 1922 gehörte er zu den Helfershelfern beim Fememord an Reichsaußenminister Walther Rathenau und wurde dafür 1925 zu vier Jahren Haft verurteilt. Nach seiner vorzeitigen Entlassung studierte Brandt von 1926 bis 1932 Medizin an den Universitäten Kiel, Berlin und München.
Danach ging Günther Brandt 1932 als Assistent an das Kaiser-Wilhelm-Institut für Anthropologie. Er trat zum 1. Mai 1933 wieder in die NSDAP ein (Mitgliedsnummer 2.579.863). Nach der „Machtergreifung“ wurde Brandt Abteilungsleiter im Rassenpolitischen Amt der NSDAP und wurde Dozent an der dem Reichspropagandaministerium unterstehenden Deutschen Hochschule für Politik. 1934 ging Brandt zur SS (SS-Nummer 107.079) und wurde Stabsführer im Rasse- und Siedlungshauptamt (RuSHA). Seit 1938 war Brandt als SS-Obersturmbannführer beim Sicherheitsdienst des Reichsführers SS (SD) tätig.
Brandt diente während des Zweiten Weltkriegs in der 21. U-Bootsjagdflottille der Kriegsmarine und wurde am 23. Dezember 1943 mit dem Ritterkreuz des Eisernen Kreuzes ausgezeichnet.
Nach dem Krieg praktizierte Günther Brandt als Facharzt für Innere Medizin.